# 灰山元治
灰山 元治（はいやま もとはる、1912年7月17日 - 1987年11月27日）は、昭和初期に中等野球他で活躍したアマチュア野球選手、プロ野球選手。投手・内野手。プロ入り後は灰山 元章と改名した。広島県佐伯郡廿日市町桜尾（現：廿日市市）出身。
プロでは活躍出来なかったが、旧制広島商業で、昭和初頭の1930年は4番遊撃手として、翌1931年は4番エースとして全国中等学校野球優勝大会（現：全国高校野球選手権大会）連覇に貢献。さらに翌1931年の春選抜大会では、4番エース主将として選抜大会史上初のノーヒットノーランを含む3完封で、史上初の夏春連覇に導いた戦前の中等野球史を代表する名選手の一人である。日本の野球史上初めて背番号が採用された1931年選抜大会に、エース番号1を背負い4番を打ち主将として優勝したことから元祖エースで4番ともいわれる。
NPBに所属したプロ野球選手のうち、生年月日がはっきりしている明治生まれの選手たちの中では、最も誕生日の遅い選手である。

## 来歴・人物
名将・石本秀一が母校広島商業の監督に復帰した1929年夏、3年（5年制）で4番遊撃手として全国制覇。この年広商のあまりにも地味な勝ち方に当時の野球ファン、また専門家も「何故強いのか」分からなかったといわれる。この頃の野球は一人のスーパー投手、あるいはスーパー打者の大活躍で優勝していたので、広商の代名詞ともいうべき堅守・バント攻撃・機動力などは、当時まだ認知されておらず、準決勝を無失策で勝ち、ようやく特長を発見し「実に均整のとれたチーム」と称えたという逸話が残る。新チームとなって投手に転向した灰山は、翌年1930年春選抜大会に4番エースとして出場するが、平安中学に打ち込まれ初戦惨敗。猛練習と有名な真剣刃渡りの荒行などの精神の鍛錬で、真っ向から投げ下ろす速球、鋭いアウドロ（外角の縦カーブ）に磨きをかけ、同年夏の甲子園大会を制覇して史上2校目の夏連覇に導く。最上級の5年生となった翌1931年春選抜大会は、日本の野球史上初めて背番号が採用され話題を呼んだが、この大会4番エース主将として登場した灰山は、初戦・坂出商業戦で、選抜大会史上初のノーヒットノーランを達成。準決勝の八尾中学戦は、寒さで四球を連発し乱調だったものの、他準々決勝松山商業、決勝中京商業の強豪は完封、計4試合を3完封11安打に抑え込み史上初の夏春連覇を達成した。この間の広商は灰山の他、鶴岡一人（南海）、浜崎忠治（中日、浜崎真二の弟）、土手潔（結城ブレーブスオーナー）、久森忠男(健司)（広島カープ事務局長）らを揃えた強力チームだった。
この1931年までの5年間、春の選抜大会で優勝したチームに夏休みの期間、海外旅行（招待試合を含む）の褒美が与えられた。幾つか選択場所の中から広商ナインはアメリカ旅行を選び夏に渡米したため、広商は夏の地区予選を留守番部隊で戦い甲子園出場を逃した。この頃のアメリカ旅行は今とは遥かに価値が違い、選手はみな連続優勝記録を狙うよりアメリカ遠征を選んだといわれている。春決勝で広商に敗れた中京商業が、この年から夏の甲子園3連覇の偉業を達成した。中京商業は灰山のアウドロを非常に苦手としていた。また現在の「明治神宮野球大会」に似た「明治神宮体育大会」というのが毎年秋にあり、この年広商に勝てなかった岩本義行らのいた広陵中学が吉田を打ち込んで優勝している。当時この秋の大会も、春と夏の甲子園優勝チームを戦わせて日本一を決めようとするなど、現在の秋の国体や神宮大会より重きがあった。大和球士は、著書「真説 日本野球史」の中で、“もし広商が出場していたら、3連覇を成し遂げていたであろう”と述べている。
灰山は1932年慶應義塾大学に進学後は野手（主に一塁手）に転向。本科2年から4番中軸を務めたが宮武三郎、水原茂らが抜けた慶應の厳しい時代で優勝はならなかった。1938年には主将となるが、劣勢を伝えられた春の早慶戦二回戦で勝利の嬉しさのあまり、国電蒲田駅前で部員数名と酔っ払い、タクシー運転手数名と大立ち回りを演じて翌朝の新聞に“夜の慶車戦”と大きく書きたてられ責任を取り主将を返上した。リーグ通算77試合に出場し232打数55安打、0本塁打、打率.237。
大学卒業後、田村駒商店（現・田村駒）とその子会社である太陽レーヨンで野球を続け、1940年、田村駒商店が親会社のプロ野球・ライオン軍に入団。灰山元章と改名。朝日軍とチーム名が変わった翌1941年まで二年間在籍、通算74試合、261打数、34安打、本塁打1本、打点11、盗塁5、打率.130。
その後1950年、二リーグ分裂による広島カープ創設で恩師・石本に請われカープの二軍コーチを務め若手を指導。しかしすぐに月給が貰えないなど資金難となり二軍が解散、10ヶ月でチームを去った。その後横浜で広告代理店を経営、内臓を悪くしたこともあり野球からは完全に離れた。
1987年死去。享年75。

## 甲子園成績
- 第15回全国中等学校優勝野球大会（昭和4年（1929年）夏）・・・優勝

○9-4関西学院、○4-2静岡中学、○5-1鳥取一中、○3-0海草中
- 第7回選抜中等学校野球大会（昭和5年（1930年）春）・・・初戦敗退

●0-4平安中学
- 第16回全国中等学校優勝野球大会（昭和5年（1930年）夏）・・・優勝

○14-4浪華商業、○2-1小倉工業、○3-1大連商業、○4-1和歌山中学、○8-2諏訪蚕糸
- 第8回選抜中等学校野球大会（昭和6年（1931年）春）・・・優勝

○4-0坂出商業（選抜史上初のノーヒットノーラン）、○3-0松山商業、○10-8八尾中学、○2-0中京商業
甲子園通算9勝1敗、56打数16安打13打点打率.287

## 詳細情報

### 年度別打撃成績
| 年 度     | 球 団         | 試 合 | 打 席 | 打 数 | 得 点 | 安 打 | 二 塁 打 | 三 塁 打 | 本 塁 打 | 塁 打 | 打 点 | 盗 塁 | 盗 塁 死 | 犠 打 | 犠 飛 | 四 球 | 敬 遠 | 死 球 | 三 振 | 併 殺 打 | 打 率 | 出 塁 率 | 長 打 率 | O P S |
| --------- | ------------- | ----- | ----- | ----- | ----- | ----- | -------- | -------- | -------- | ----- | ----- | ----- | -------- | ----- | ----- | ----- | ----- | ----- | ----- | -------- | ----- | -------- | -------- | ----- |
| 1940      | ライオン 朝日 | 21    | 79    | 70    | 2     | 7     | 1        | 0        | 0        | 8     | 3     | 0     | --       | 0     | 0     | 9     | --    | 0     | 14    | --       | .100  | .203     | .114     | .317  |
| 1941      | ライオン 朝日 | 53    | 227   | 191   | 12    | 27    | 2        | 1        | 1        | 34    | 8     | 5     | --       | 0     | --    | 35    | --    | 1     | 13    | --       | .141  | .278     | .178     | .456  |
| 通算：2年 | 通算：2年     | 74    | 306   | 261   | 14    | 34    | 3        | 1        | 1        | 42    | 11    | 5     | --       | 0     | 0     | 44    | --    | 1     | 27    | --       | .130  | .258     | .161     | .419  |

- ライオン（ライオン軍）は、1941年に朝日（朝日軍）に球団名を変更

### 背番号
- 2 （1940年 - 1941年）
- 40 （1950年）